# Rigel-katastrofen
Rigel-katastrofen indtraf den 27. november 1944, da fangeskibene DS Rigel og DS Korsnes, samt to militære følgeskibe, blev bombet i sundet mellem Rosøya og Tjøtta syd for Sandnessjøen i Nordland fylke i Norge. Rigel tilhørte Det Bergenske Dampskibsselskab, men var rekvireret af tyskerne for troppe- og fangetransporter. Om bord i skibet var der både krigsfanger, tyske desertører og syv arresterede nordmænd, som skulle til Akershus fængsel, samt tyske soldater. Bombningen blev udført af britiske Barracuda-fly som kom fra hangarskibet HMS Implacable.
Efter bombningen satte den tyske kaptajn skibet på grund ved Sør-Rosøya. Det medførte, at omkring 266 og nordmanden Asbjørn Schultz overlevede. Det er usikkert, hvor mange som døde under angrebet. Der har været spekuleret på tal fra omkring 2.000 op til 4.500. "Officielt" er sagt at 2.572 hovedsageligt russiske, polske og serbiske krigsfanger omkom. (1.502 omkom, da Titanic forliste).
Skibet lå synligt ved Rosøya til omkring 1970, da det skåret op seks meter under overfladen, og de omkomne, som lå i skibet, blev begravet. De ligger på den norske krigskirkegård på Tjøtta.
De allierede har forklaret angrebet med, at de troede fangeskibet var et tysk troppetransportfartøj.
Rigel-katastrofen er norgeshistoriens decideret største, og verdenshistoriens tredje største skibsforlis målt i antal omkomne.